# Thomas II d'Aquin
'Thomas II d'Aquin' (en italien Tommaso II d'Aquino ; né après 1225, mort à Palerme le 15 mars 1273) est un seigneur féodal italien. Après avoir soutenu la maison de Hohenstaufen, il abandonne la cause gibeline pour rejoindre le camp des guelfes. Il est comte d'Acerra.

## Biographie
Thomas II est le fils d'Adenolfo, capitaine général des troupes impériales en Lombardie, et le petit-fils de Thomas Ier d'Aquin, comte d'Acerra et capitaine général du royaume de Sicile. Il est, au même titre que saint Thomas, un membre de la famille d'Aquin, maison d'ancienne noblesse féodale et d'origine lombarde, fidèle aux Hohenstaufen et farouchement hostile aux Hauteville,.
Il entretenait des liens étroits avec la maison impériale, ayant épousé Marguerite, la fille illégitime de l'empereur Frédéric II de Hohenstaufen.
Après la mort de l'empereur Conrad IV de Hohenstaufen, Thomas se range du côté de Manfred. L’Historia de rebus gestis Frederici II imperatoris du Pseudo-Jamsilla le montre aux côtés de Manfred lors de sa fuite précipitée à cheval en 1254, sous la pression des troupes du pape Innocent IV qui se répandent dans toute la Campanie. Thomas aurait accueilli Manfred dans son château d'Acerra, puis dans celui de Nusco. Il reçut en cadeau le château de Bisaccia.
Après la défaite de Manfred à Bénévent en 1266, il prend le parti du pape Clément IV et de son champion le roi Charles d'Anjou. Il participe aux côtés de ce dernier au siège de Lucera en 1268. Il mourut le 15 mars 1273.

## Mariage et descendance
Il a sept enfants de Marguerite de Souabe (1230-1298) :
- Adenolfo, comte d'Acerra ;
- Cristoforo, comte d'Ascoli ;
- Landolfo ;
- Enrico ;
- Gubitosa ;
- Giovanna, (peut-être à identifier avec Maria Giovanna d'Aquino, la Fiammetta de Boccace) ;
- Isabella.